# Motorvägar i Serbien

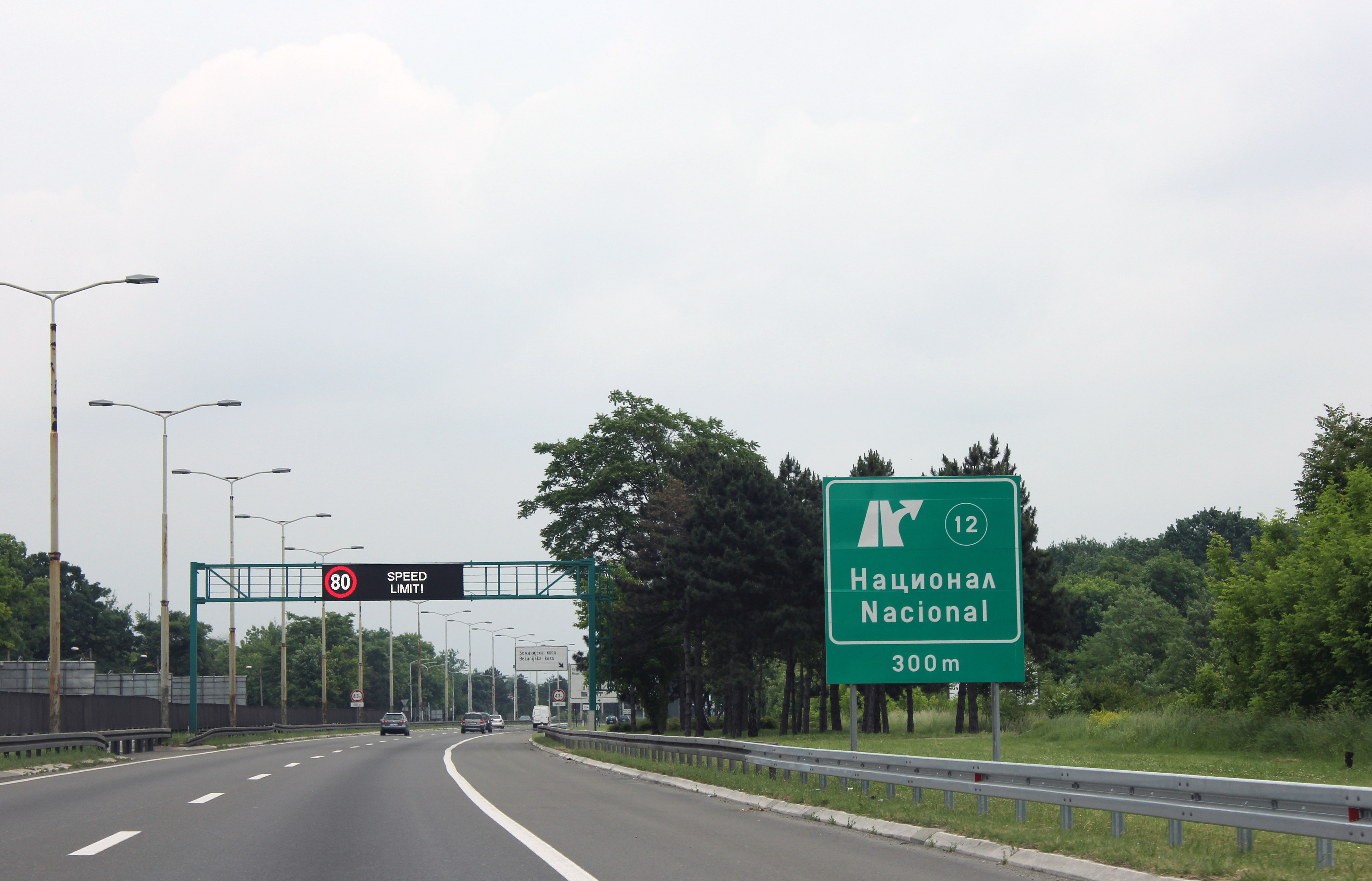
Motorväg på E75 i Belgrad.

I Serbien har motorvägarna både egna nummer och normalt också europavägsnummer, och oftast skyltas bara europavägsnumren.
Serbien har motorvägar som till största del är byggda under den tid då Jugoslavien existerade. Flera serbiska motorvägar är byggda mellan 1960- och 1980-talet. De byggdes till stor del under den tid då Tito styrde Jugoslavien och den främsta avsikten var från början att knyta ihop de olika delarna av det som då var Jugoslavien och Belgrad fanns då i centrum för landet.
Under 1990-talet byggdes egentligen inga nya vägar i Serbien då det var politiskt instabilt och krig gjorde att ekonomin inte tillät nyinvesteringar på infrastruktur. Planerade nya motorvägsbyggen fick därför vänta under hela 1990-talet. Hösten 2000 bytte Serbien regim och detta innebar också en förändring i landets ekonomi. Detta innebar att motorvägsbyggen åter kunde komma igång. Detta prioriteras också i allt större omfattning då Serbien håller på att återta sin position som ett viktigt land för internationell genomfart. Visum behövs inte längre för EU-medborgare, vilket gör Serbien till ett lämpligt transitland. Sedan slutet av 2009 behöver inte heller serbiska medborgare visum till EU-länder. E75 är nu huvudväg mellan Ungern och Grekland. Nya motorvägar håller också på att byggas och fler planeras. En ny ringled runt Belgrad är under byggnad och delar av denna används redan. Det är också motorvägsbygge på E80 från Niš till gränsen till Bulgarien. Denna kommer att bli en länk i en motorvägsförbindelse från Bulgarien och Turkiet och övriga Europa när Bulgarien byggt sin del i detta. Ytterligare motorvägar projekteras men dessa planer är ännu enbart förslag. De flesta motorvägar är avgiftsbelagda.

## Motorvägssträckor i Serbien
- A1 (skyltas E75), Gräns mot Ungern - Subotica - Belgrad - Niš - Preševo - gräns mot Nordmakedonien
- A2 (skyltas E763), Belgrad - Čačak
- A3 (skyltas E70), Belgrad - Batrovci (vid gränsen mot Kroatien)
- A4 (skyltas E80), Niš - Dimitrovgrad (vid gränsen mot Bulgarien)

Under byggnad och planering:
- "Nummerlös" Ringled runt Belgrad (denna är under byggnad och vissa delar är färdiga)
- A2 mot Montenegro planeras som motorväg, sträckan Belgrad-Čačak är färdig och öppen för trafik: Återstår delen mellan Čačak och gränsen till Montenegro.